# گای ماوه
گای ماوه (به لهستانی:  Gaj Mały) یک روستا در لهستان است که در گمینا اوبژتسکو واقع شده‌است. گای ماوه ۳۲ متر بالاتر از سطح دریا واقع شده‌است.